# Гетьман Сагайдачний (поїзд)
«Гетьман Сагайдачний» — денний швидкий фірмовий пасажирський потяг Укрзалізниці №  797/798 сполученням Суми — Харків — Суми. Названий на честь найвідомішого гетьмана України Петра Сагайдачного. Протяжність маршруту поїзда — 202 км.
На даний поїзд була можливість придбати електронний квиток.

## Історія
Маршрут має давню історію, яка починається з однойменного дизель-поїзда підвищеного комфорту сполученням Харків — Ворожба, який став одним із перших прискорених регіональних поїздів на Південній залізниці.
З 9 вересня 2014 року поїзд курсував в складі сидячих вагонів.
Із поїздом курсували вагони безпересадкового сполучення до Москви  поїздом № 117/118 «Іван Кожедуб» з перечепленням на станції Харків-Пасажирський.

## Інформація про курсування
Поїзд «Гетьман Сагайдачний» курсував цілий рік, через день. Вирушав зранку на Суми, після обіду — зворотно. Час в дорозі складав близько трьох годин. 
На маршруті руху у поїзда 5 зупинок на проміжних станціях по 1-й хвилині.

## Схема поїзда
На маршруті руху курсував один склад поїзда, який сформований з 6 сидячих пасажирських вагонів «Інтерсіті» різного класу комфортності